# Costa Rica, Chiapas
Costa Rica är en ort i Mexiko.   Den ligger i kommunen Frontera Comalapa och delstaten Chiapas, i den sydöstra delen av landet, 800 km sydost om huvudstaden Mexico City. Costa Rica ligger 663 meter över havet och antalet invånare är 903.
Terrängen runt Costa Rica är platt åt nordost, men åt sydväst är den kuperad. Runt Costa Rica är det ganska tätbefolkat, med 90 invånare per kvadratkilometer. Närmaste större samhälle är Frontera Comalapa, 10,1 km söder om Costa Rica. Omgivningarna runt Costa Rica är en mosaik av jordbruksmark och naturlig växtlighet.